# Christine Kangaloo

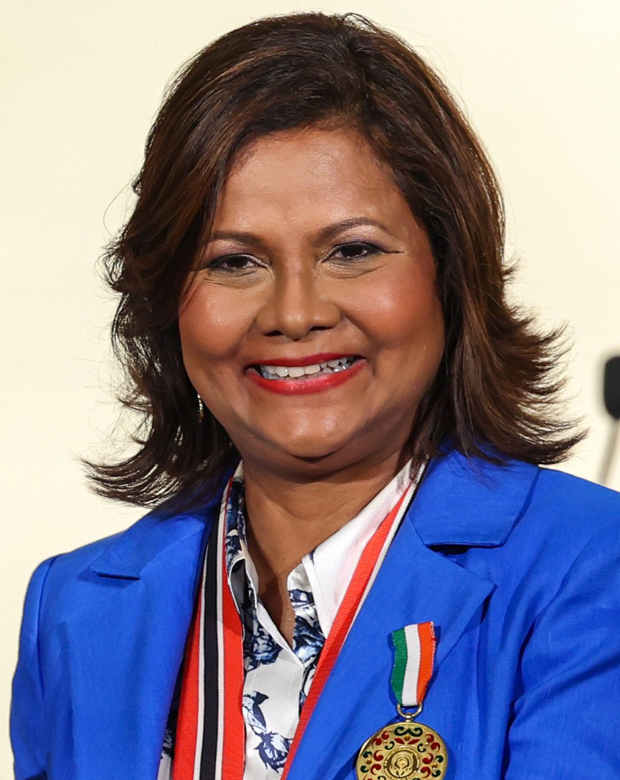
Christine Kangaloo (2025)

Christine Carla Kangaloo (* 1. Dezember 1961 in San Fernando) ist eine trinidadische Politikerin und Rechtsanwältin. Nach Stationen als Ministerin und Senatspräsidentin wurde sie im März 2023 Präsidentin von Trinidad und Tobago.

## Frühe Jahre
Christine Carla wurde am 1. Dezember 1961 als fünftes von sieben Kindern von Carlyle und Barbara Kangaloo in San Fernando geboren. Sie wuchs in einem presbyterischen, indotrinidadischen Haushalt auf. Ihr Vater war Rechtsanwalt und zeitweilig Bürgermeister der Stadt. Christine Carla studierte an der University of the West Indies und nachfolgend an der Hugh Wooding Law School Rechtswissenschaften und erhielt 1985 die Anwaltszulassung.

## Karriere

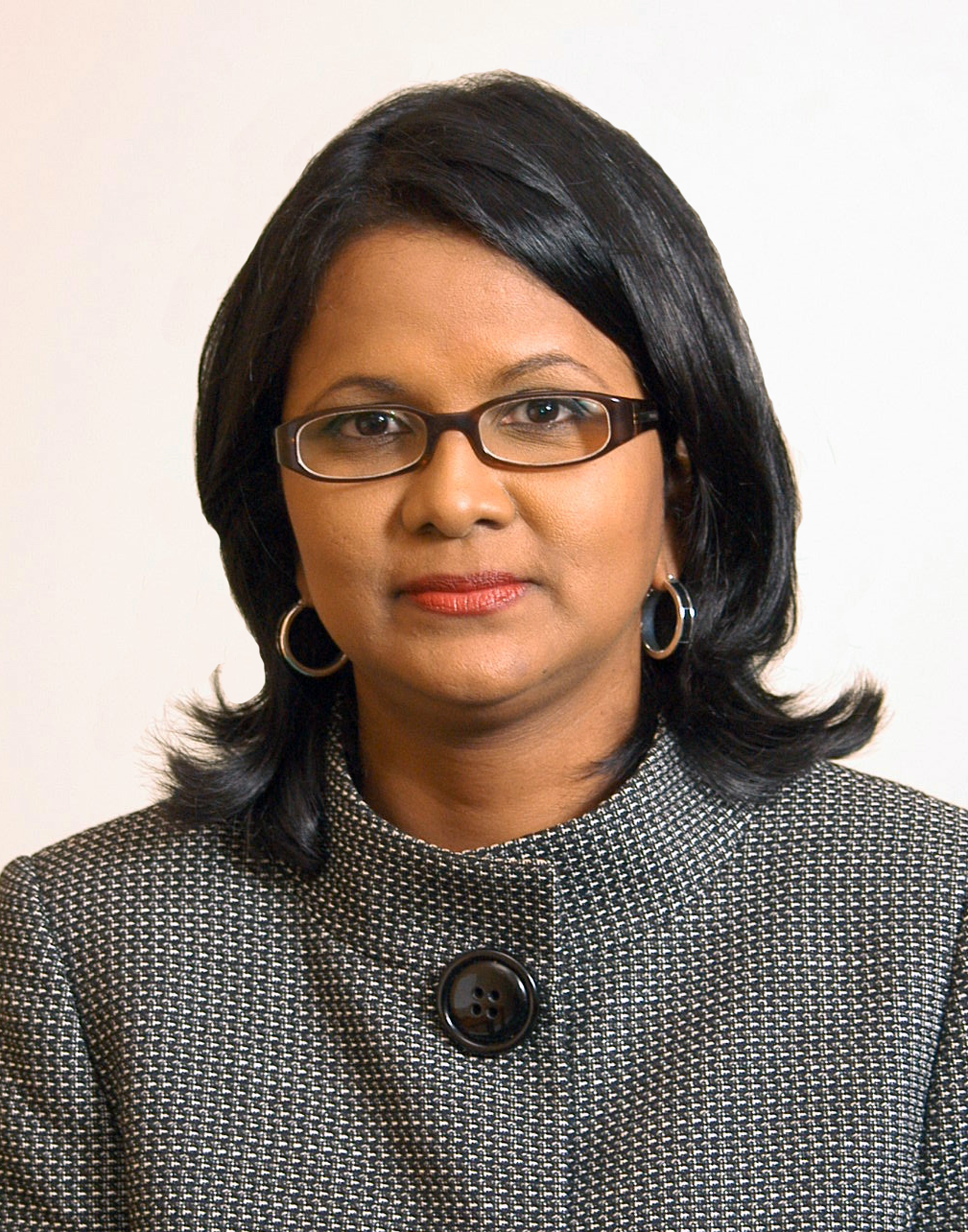
Christine Kangaloo (2008)

2001 zog Kangaloo als Abgeordnete der Oppositionspartei PNM für den Wahlkreis Diego Martin West in das trinidadische Parlament ein. Zwischen 2001 und 2010 war sie in zwei Legislaturperioden unter der PNM-Regierung von Patrick Manning als Ministerin tätig, zunächst von 2005 bis 2007 als Justizministerin und nachfolgend von 2007 bis 2010 als Ministerin für Wissenschaft, Technologie und tertiäre Bildung. Zu ihren Leistungen als Justizministerin zählt die Einführung digitaler Publikationen des Justizministeriums.
Im September 2015 wurde sie zur Senatspräsidentin ernannt.
Am 10. Januar 2023 verkündete Premierminister Keith Rowley die Nominierung Kangaloos als Kandidatin der Regierung für die anstehende Präsidentenwahl. Im Rahmen der Kandidatur kündigte Kangaloo ihre PNM-Mitgliedschaft auf und legte ihr Amt als Senatspräsidentin nieder. Die Nominierung erzeugte eine Kontroverse. In der Vergangenheit waren seitens der Regierung im Regelfall parteilose Kandidaten für das Präsidentenamt aufgestellt worden, und die jeweilige Opposition verzichtete im Regelfall auf die Aufstellung eigener Kandidaten, so dass die Präsidenten so wie Kangaloos Vorgängerin Paula Mae Weekes oftmals nicht gewählt, sondern einfach ernannt wurden. Kangaloo hingegen war eindeutig im Politikbetrieb verortet, was die Oppositionspartei UNC kritisierte und mit dem Rechtsanwalt und senior counsel Israel Khan einen eigenen Kandidaten aufstellte. Rowley verwies darauf, dass mit A. N. R. Robinson auch ein früherer Präsident als aktiver Politiker kandidiert hatte.
Die geheime Wahl fand am 20. Januar 2023 statt. Stimmberechtigt waren die 42 Mitglieder des Parlaments sowie die 31 Mitglieder des Senats. Kangaloo gewann die Wahl gegen Khan mit 48 zu 22 Stimmen; drei Stimmen waren ungültig. Die Amtsübernahme erfolgte am 20. März desselben Jahres.

## Privates
Kangaloo ist seit 1998 mit dem Rechtsanwalt Kerwyn Garcia verheiratet. Sie hat bzw. hatte drei Brüder: Wendell († 2013,  stellvertretender Gerichtspräsident des trinidadischen Supreme Court), Colin (Richter) und David (Vorsitzender der trinidadischen Tierärztekammer). Kangaloo lebt mit ihrem Mann im Port of Spainer Stadtteil Cascade. 2004 wurde bei ihr Brustkrebs diagnostiziert, der erfolgreich behandelt werden konnte.

## Auszeichnungen
2023 wurde ihr der Order of the Republic of Trinidad and Tobago, die höchste Auszeichnung ihres Landes, verliehen.